# Ем Арденвал
Ем Арденвал (фр. Hem-Hardinval) насеље је и општина у североисточној Француској у региону Пикардија, у департману Сома која припада префектури Амјен.
По подацима из 2011. године у општини је живело 357 становника, а густина насељености је износила 34,83 становника/km². Општина се простире на површини од 10,25 km². Налази се на средњој надморској висини од 32 метара (максималној 165 m, а минималној 47 m).

## Демографија
| 1962. | 1968. | 1975. | 1982. | 1990. | 1999. | 2011. |
| ----- | ----- | ----- | ----- | ----- | ----- | ----- |
| 171   | 202   | 201   | 246   | 280   | 278   | 357   |

График промене броја становника у току последњих година